# 黒岩徹
黒岩 徹（くろいわ とおる、1940年8月5日 - ）は、日本のイギリス研究家。東洋英和女学院大学名誉教授。

## 来歴
東京府生まれ。祖父は黒岩涙香、父は黒岩菊郎（東京農工大学名誉教授）。
1964年東京大学法学部卒業後、毎日新聞社に入社。その後オックスフォード大学に留学、ロンドン特派員、ワシントン特派員、外信部副部長を経て1989年ロンドン支局長、1992年欧州総局長、1995年編集委員。
1999年日本記者クラブ賞受賞、東洋英和女学院大学社会科学部教授、のち国際社会学部教授。
2001年英国王より大英名誉勲章OBEを授与される。2010年東洋英和女学院大学を定年退任、名誉教授。

## 著書
- 豊かなイギリス人 ゆとりと反競争の世界 1984.2 (中公新書)
- 闘うリーダーシップ マーガレット・サッチャー 文芸春秋 1989.4
- 不思議な英語の国 文芸春秋 1991.1
- 物語英国の王室 おとぎ話とギリシア悲劇の間 1997.1 (中公新書)
- イギリス式人生  1997.4 (岩波新書)
- イギリス現代政治の軌跡 指導者たちの現代史 1998.2 (丸善ライブラリー)
- 決断するイギリス ニューリーダーの誕生 1999.2 (文春新書)
- なぜか報道されない世界の最新面白情報 2002.4 (講談社+α文庫)
- イギリス式生活術  2003.1 (岩波新書)
- ハリー・ポッターの生まれた国 日本放送出版協会 2004.6
- 危機の女王 エリザベスII世 2013.9（新潮選書）

## 共編・翻訳
- イギリス 岩田託子共編 河出書房新社 2007.5 (ヨーロッパ読本)
- 夢の島 公害からみた日本研究 ノリ・ハドル,マイケル・ライシュ、ナハーム・スティスキン 本間義人共訳 サイマル出版会 1975

## レギュラー番組
- 森本毅郎・スタンバイ!（TBSラジオ、1996年4月 - 9月の月曜日）
- 草野満代の朝なま報道局（TBSテレビ、2003年度）